# Vierge de Częstochowa
La Vierge de Częstochowa est une icône chrétienne conservée au monastère de Jasna Góra, à Częstochowa, en Pologne. Cette Hodégétria peinte sur un panneau de bois représente Marie à la manière d'une Vierge noire, l'Enfant Jésus présentant la même carnation particulièrement foncée. Attribuée à saint Luc par la légende, elle est attestée dès le XIVe siècle. Le pape Clément XI a procédé à son couronnement canonique en 1717.